# Fontaine du Cirque
Ne doit pas être confondu avec Fontaine des Quatre-Saisons.
La fontaine du Cirque, appelée aussi la fontaine des Quatre-Saisons, est située dans la partie nord des jardins des Champs-Élysées, faisant partie du Carré Marigny, dans le 8e arrondissement de Paris. Elle fut installée en 1839 à côté du Cirque d'été, démoli depuis. Elle est actuellement dans l'allée Jeannine-Worms, près du théâtre Marigny.

## Historique
La fontaine fut construite en 1839 par l'architecte Jacques Hittorff (1792-1867) et le sculpteur Jean-Auguste Barre (1811-1896). Son style est caractéristique de la Restauration et la monarchie de Juillet. Comme les autres fontaines des jardins des Champs-Élysées, elle est en fonte de fer et a été réalisée par la fonderie Calla. Elle fut transformée en 1863 par Gabriel Davioud. 

## Description
Le bassin de la fontaine, sa base et sa partie centrale sont identiques aux trois autres fontaines installées dans les jardins des Champs-Élysées : la fontaine de Diane, la fontaine des Ambassadeurs et la fontaine de la Grille du Coq. Seules les parties supérieures varient. Dans la partie haute de la fontaine du Cirque, quatre statues d'enfants figurent les Quatre Saisons : L'Été porte une gerbe de blé ; L'Automne, des grappes de raisin ; L'Hiver, un manteau et Le Printemps, deux colombes. La vasque supérieure est ornée de têtes de chiens et de loups d'où l'eau s'écoule dans la vasque inférieure. Cette vasque plus grande en pierre fut posée sur un piédestal en bronze octogonal décoré de quatre dauphins et de feuillages. L'eau jaillit de douze mascarons à l'effigie de têtes de lion, ornés par des oves, entrelacs et des feuillages, qui viennent compléter les petites têtes de lions.

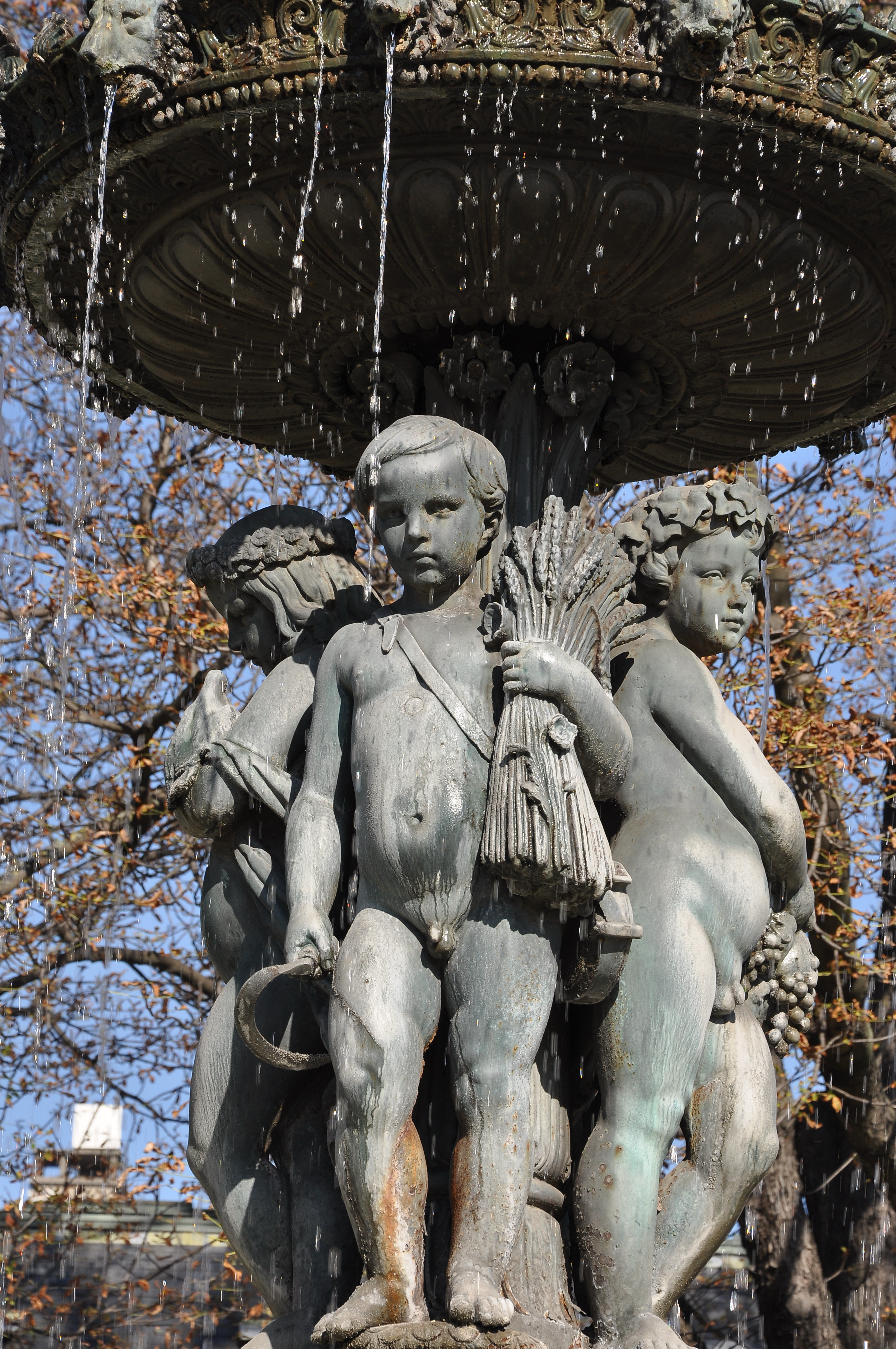
Détail des Quatre Saisons.
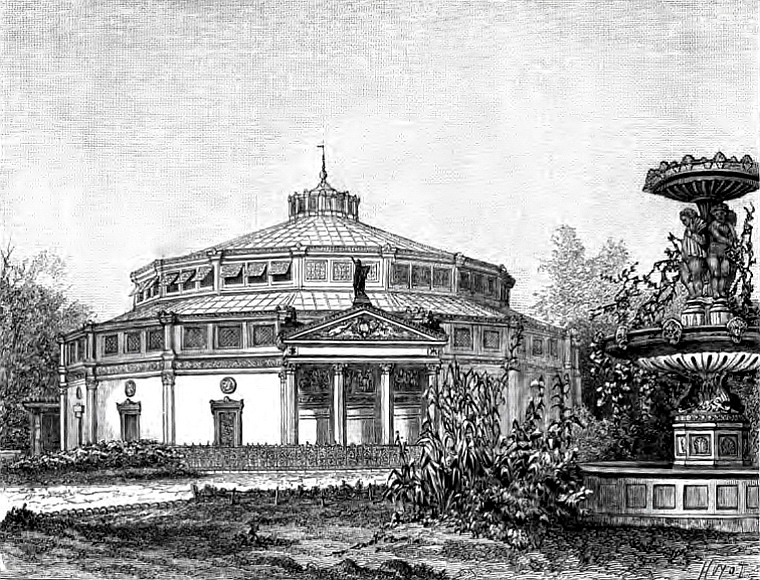
Le Cirque d'été et la fontaine du Cirque au XIXe siècle.
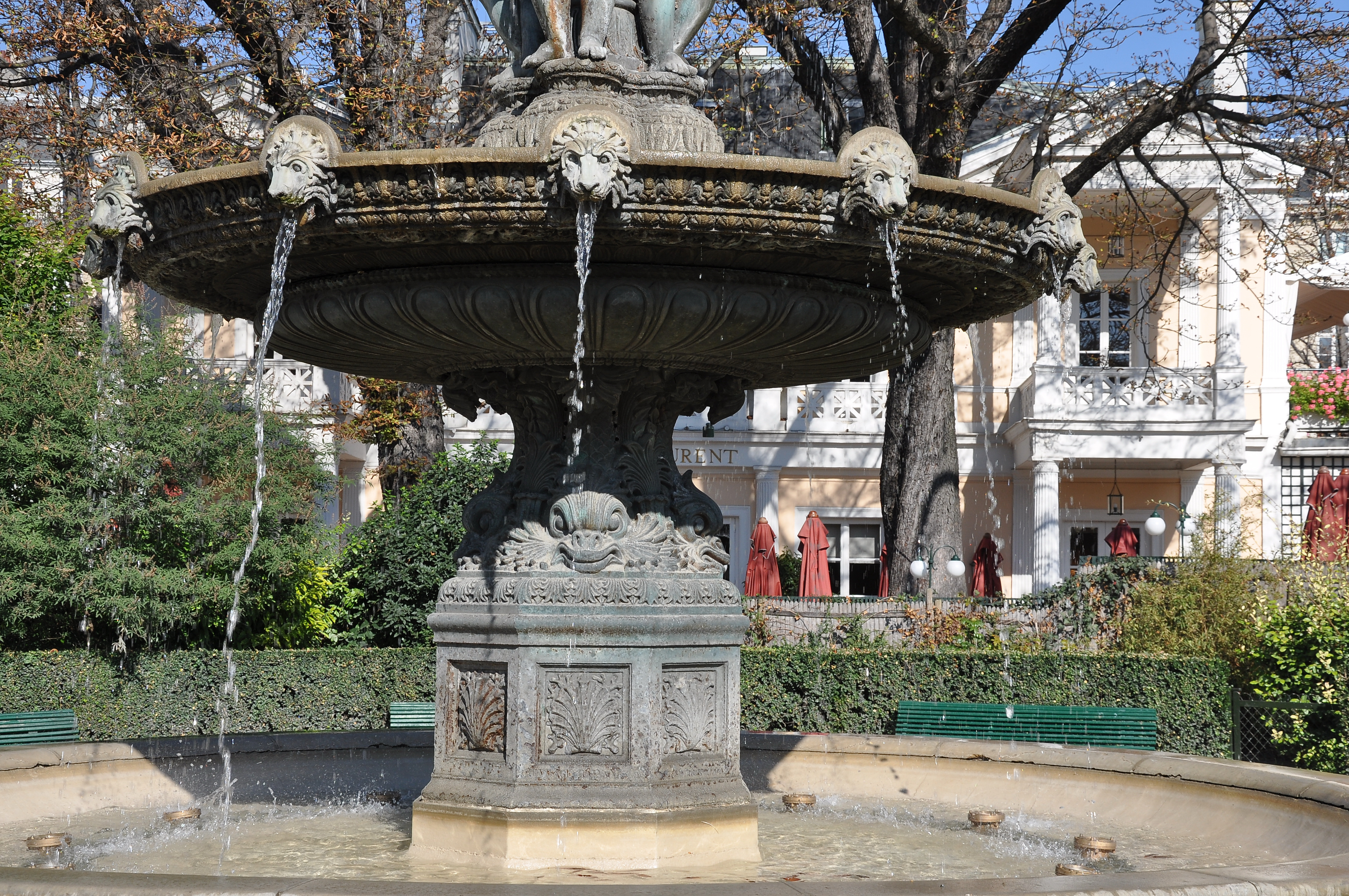
Détail de la vasque inférieure.
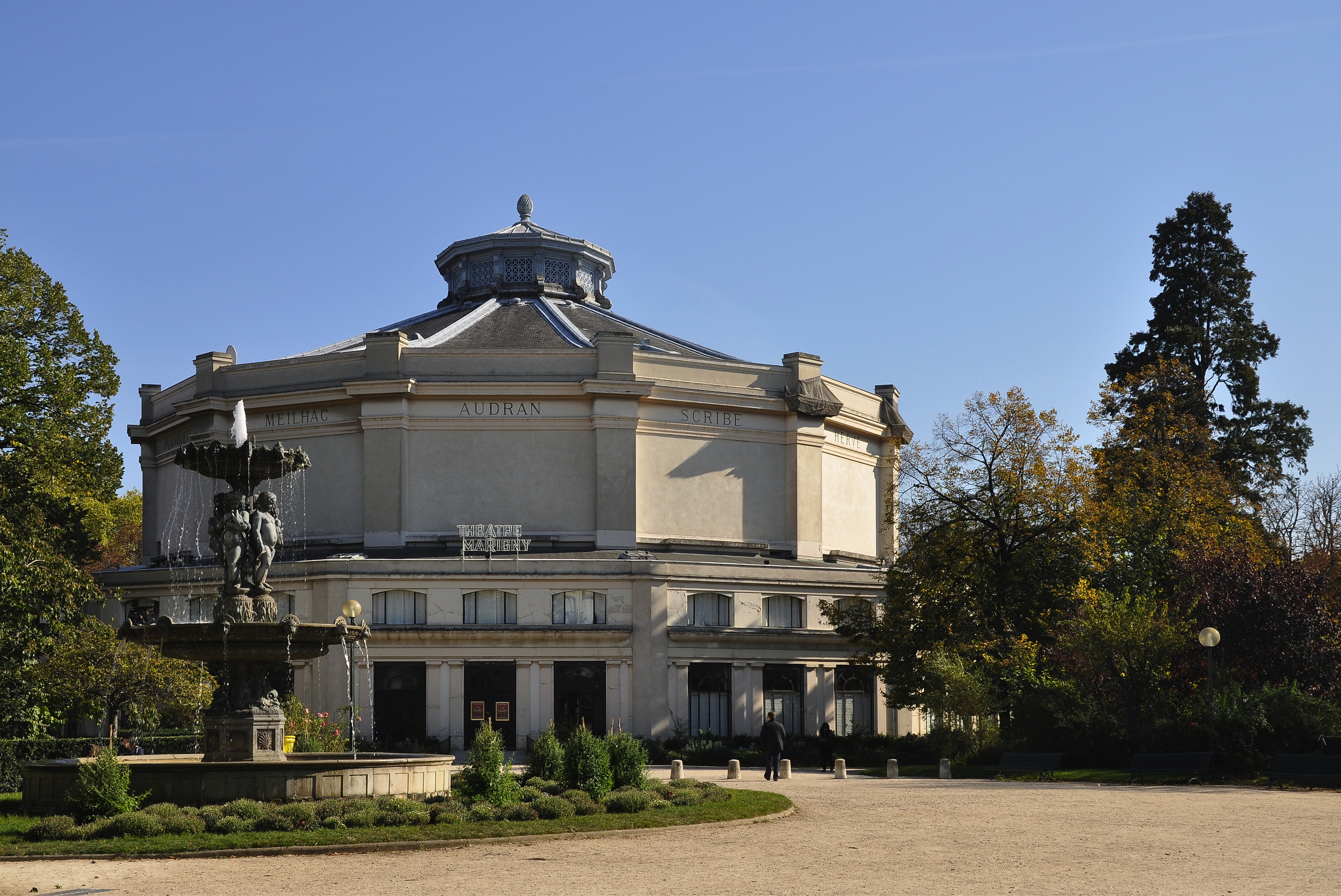
Vue d'ensemble sur le fond du théâtre Marigny.
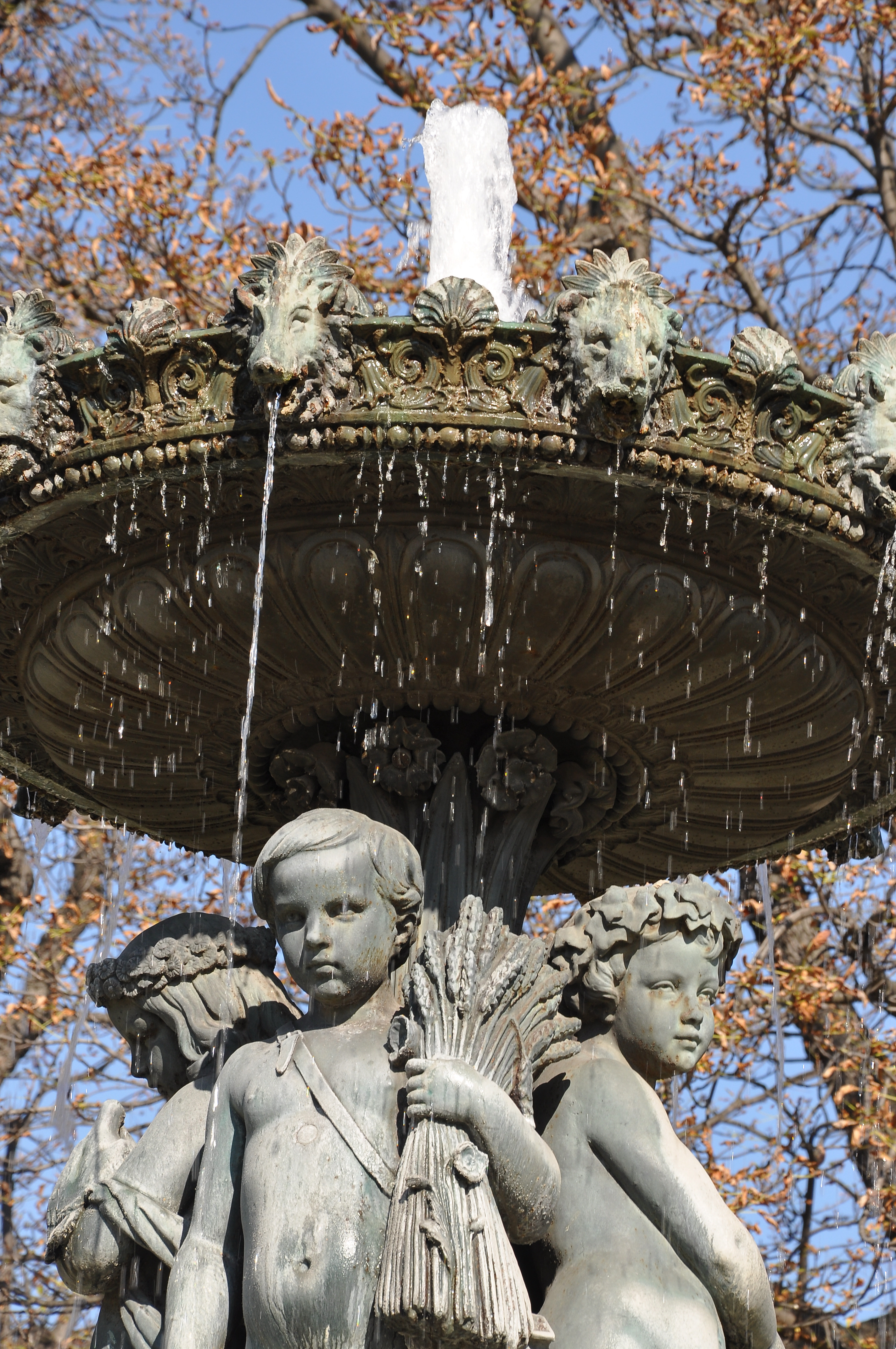
Détail de la vasque supérieure.